# Koj

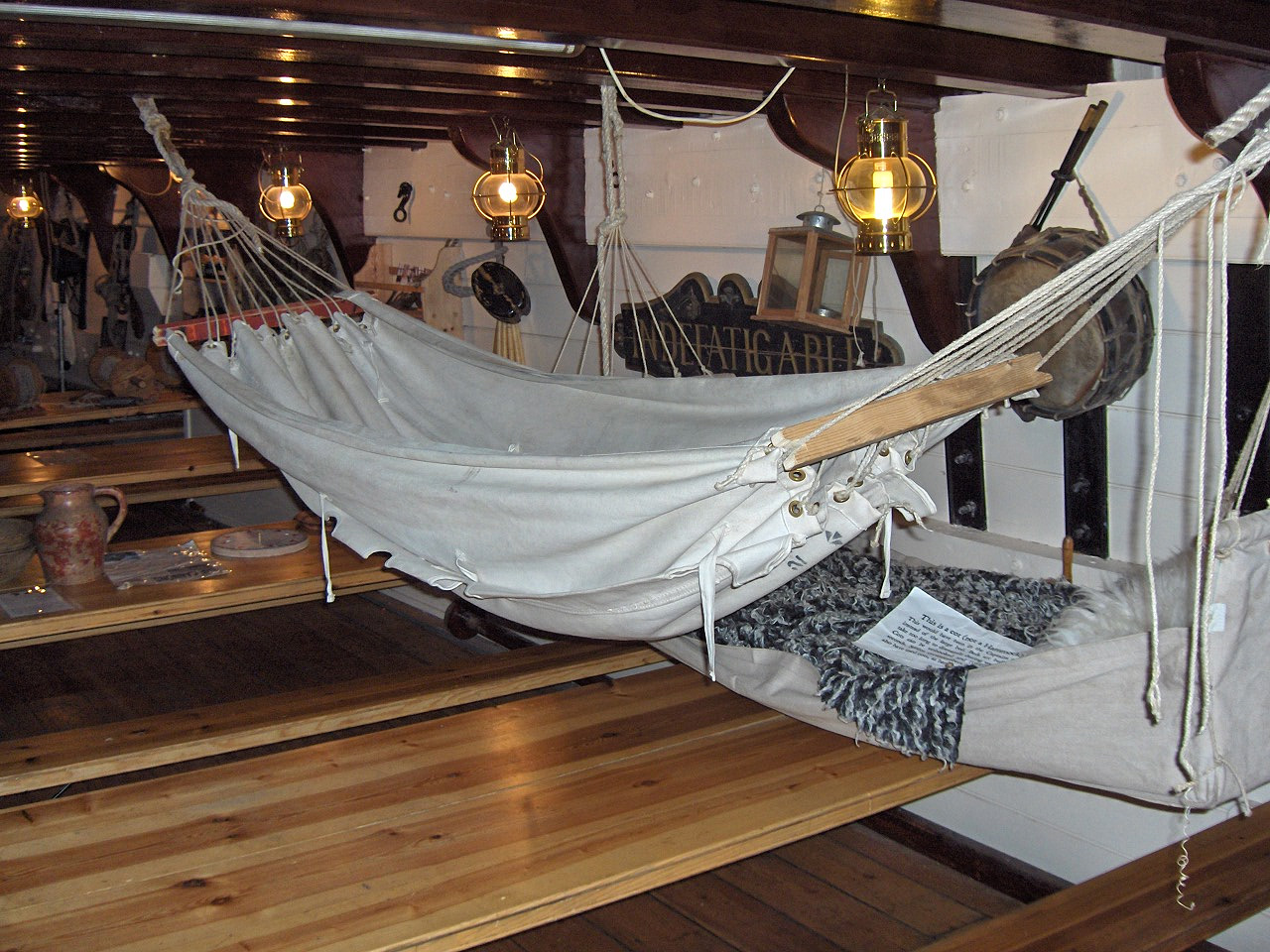
Hängkoj

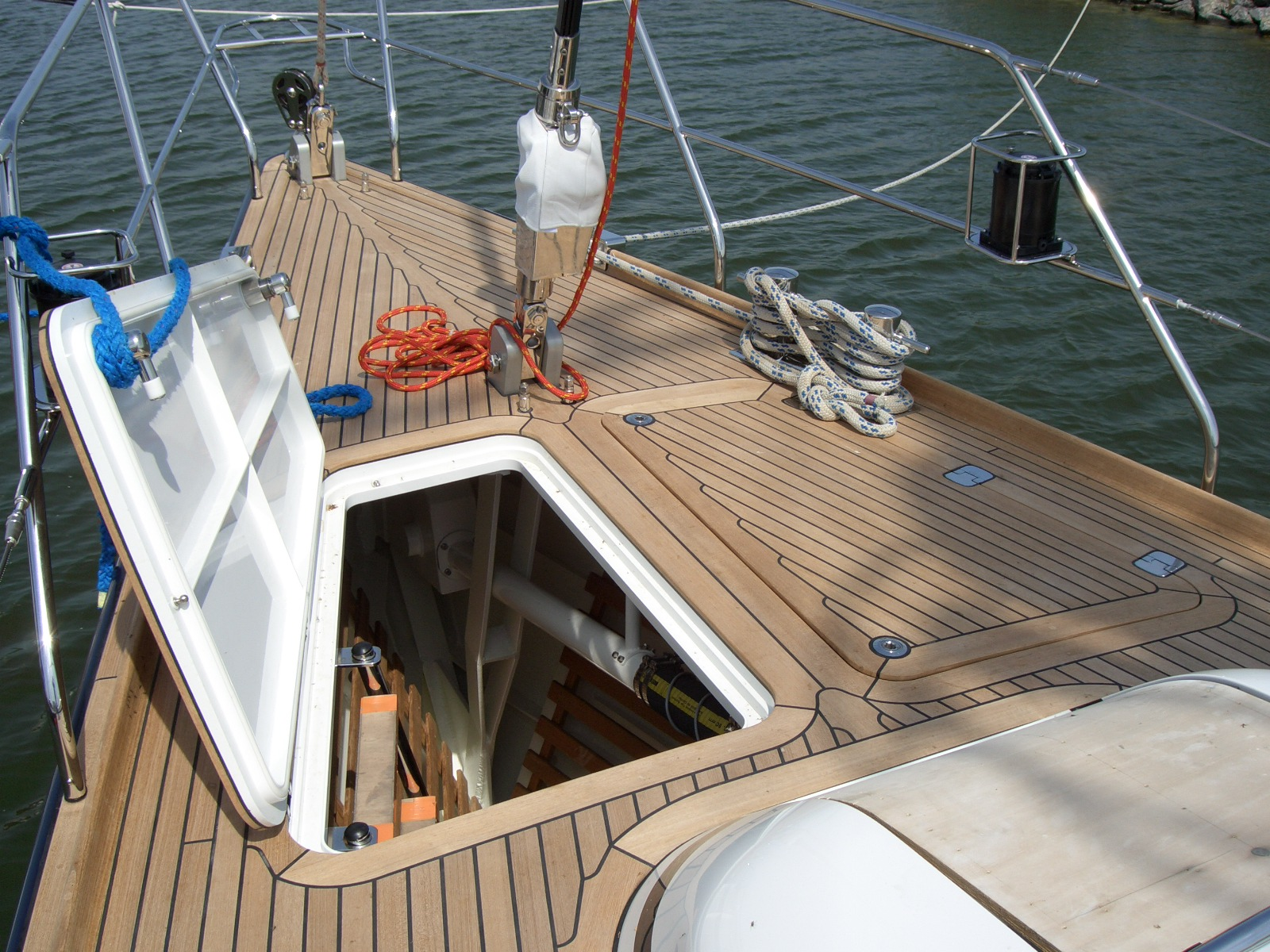
Segelkoj på en segelbåt

Koj är en sovplats på båt eller fartyg. 
Det är oftast ett litet utrymme som kan vara försedd med slingerskott, för att hindra att den vilande faller ur vid sjögång.  Ordet som kommer från nederländska kooij är belagt från 1674.
På segelfartyg är ofta sovplatsen en hängkoj, som kan likna en hängmatta.
En segelkoj är förvaringsplats för segel och även annan utrustning.